# Swan Songs
Swan Songs (в переводе с англ. — «Лебединые песни») — дебютный альбом группы Hollywood Undead, выпущенный под лейблом A&M/Octone Records 2 сентября 2008 года. При заказе через Amazon и некоторые другие магазины в дополнение к альбому идут бонус-треки: четыре песни, выпущенные позже на мини-альбоме Swan Songs B-Sides EP. На четыре песни из альбома были сняты видеоклипы: «No.5», «Undead», «Young» и «Everywhere I Go». Swan Songs — единственный студийный альбом группы, в котором принимает участие бывший вокалист группы Deuce.

## Обзор
Swan Songs должен был выйти на первом лейбле группы MySpace Records ещё в 2007 году, однако после того как лейбл попытался подвергнуть цензуре их альбом, группа разорвала контракт с ним и перешла на новый лейбл Octone, который не стал подвергать цензуре их альбом. Альбом занял 22-е место в чарте Billboard 200 с более чем 21 000 проданных копий альбома в первую неделю. 18 мая 2009 года Swan Songs был издан в Великобритании под лейблом Polydor Records с двумя бонус-треками. Через 64 недели альбом выбыл из чарта Billboard 200, но вернулся в него через 4 недели на 174 месте. В итоге альбом пробыл 76 недель в Billboard 200. 28 июля 2009 года альбом получил сертификат золотого диска от Американской ассоциации звукозаписывающих компаний.
Песня «Undead» есть в видеоигре Madden NFL 09. Песня «Young» является загружаемым контентом для игры Rock Band 2..
4 апреля 2011 года альбом был переиздан на iTunes в коллекционном издании. Он содержит все треки из оригинального альбома Swan Songs, а также треки из мини-альбомов Swan Songs B-Sides EP, Swan Songs Rarities EP и Black Dahlia Remixes.
18 января 2013 года альбом получил сертификат платинового диска от Американской ассоциации звукозаписывающих компаний

## Список композиций
| №   | Название                                           | Автор(ы)                                                            | Длительность |
| --- | -------------------------------------------------- | ------------------------------------------------------------------- | ------------ |
| 1.  | «Undead» (Нежить)                                  | J. Decker, A. Erlichman, J. Terrell, G. Ragan, R.Daisley,           | 4:25         |
| 2.  | «Sell Your Soul» (Продай свою душу)                | J. Decker, A. Erlichman, G. Ragan, D. Lohner                        | 3:14         |
| 3.  | «Everywhere I Go» (Куда бы я ни шёл)               | A. Erlichman, J. Terrell                                            | 3:30         |
| 4.  | «No Other Place» (Нет другого города)              | D. Alvarez, A. Erlichman                                            | 3:16         |
| 5.  | «No.5» (Номер пять)                                | D. Alvarez, A. Erlichman, G. Ragan, J.Phillips, J. Decker, M. Busek | 3:05         |
| 6.  | «Young» (Молоды)                                   | A. Erlichman, G. Ragan, D. Lohner                                   | 3:15         |
| 7.  | «Black Dahlia» (Чёрный георгин)                    | J. Decker, A. Erlichman, G. Ragan, J.Phillips                       | 3:45         |
| 8.  | «This Love, This Hate» (Эта любовь, эта ненависть) | A. Erlichman                                                        | 3:57         |
| 9.  | «Bottle and a Gun» (Пушка и бутылка)               | D. Alvarez, A. Erlichman, J. Terrell                                | 3:23         |
| 10. | «California» (Калифорния)                          | J. Decker, A. Erlichman, G. Ragan                                   | 3:17         |
| 11. | «City» (Город)                                     | J. Decker, A. Erlichman, J. Terrell, G. Ragan, J.Phillips           | 3:34         |
| 12. | «The Diary» (Дневник)                              | A. Erlichman, G. Ragan                                              | 4:35         |
| 13. | «Pimpin’» (Сутенёры)                               | J. Decker, A. Erlichman, J. Terrell, G. Ragan                       | 3:07         |
| 14. | «Paradise Lost» (Потерянный рай)                   | A. Erlichman, G. Ragan, D. Lohner                                   | 3:10         |

| №   | Название            | Автор(ы)                                       | Длительность |
| --- | ------------------- | ---------------------------------------------- | ------------ |
| 15. | «The Loss» (Потеря) | J. Decker, A. Erlichman, J. Phillips, M. Busek | 3:16         |

| №   | Название                                     | Автор(ы)                                         | Длительность |
| --- | -------------------------------------------- | ------------------------------------------------ | ------------ |
| 15. | «Knife Called Lust» (Нож, именуемый похотью) | J. Decker, A. Erlichman, J. Phillips, J. Terrell | 3:00         |

| №   | Название                 | Автор(ы)                                                                         | Длительность |
| --- | ------------------------ | -------------------------------------------------------------------------------- | ------------ |
| 15. | «The Natives» (Уроженцы) | D. Alvarez, J. Decker, A. Erlichman, J. Phillips, G. Ragan, M. Busek, J. Terrell | 3:42         |

| №   | Название      | Автор(ы)                                        | Длительность |
| --- | ------------- | ----------------------------------------------- | ------------ |
| 15. | «Pain» (Боль) | A. Erlichman, J. Phillips, G. Ragan, J. Terrell | 2:41         |

| №   | Название                                     | Автор(ы)                                        | Длительность |
| --- | -------------------------------------------- | ----------------------------------------------- | ------------ |
| 15. | «Pain» (Боль)                                | A. Erlichman, J. Philips, G. Ragan, J. Terrell  | 2:41         |
| 16. | «Knife Called Lust» (Нож, именуемый похотью) | J. Decker, A. Erlichman, J. Philips, J. Terrell | 3:00         |

| №   | Название                                     | Автор(ы)                                                                         | Длительность |
| --- | -------------------------------------------- | -------------------------------------------------------------------------------- | ------------ |
| 15. | «Pain» (Боль)                                | A. Erlichman, J. Philips, G. Ragan, J. Terrell                                   | 2:41         |
| 16. | «The Natives» (Уроженцы)                     | D. Alvarez, J. Decker, A. Erlichman, J. Phillips, G. Ragan, M. Busek, J. Terrell | 3:40         |
| 17. | «Knife Called Lust» (Нож, именуемый похотью) | J. Decker, A. Erlichman, J. Philips, J. Terrell                                  | 2:51         |
| 18. | «The Loss» (Потеря)                          | J. Decker, A. Erlichman, J. Phillips, M. Busek                                   | 3:15         |
| 19. | «Bitches» (Шлюхи)                            | D. Alvarez, J. Decker, A. Erlichman, M. Busek, J. Terrell, G. Ragan              | 3:30         |
| 20. | «The Kids» (Дети)                            | J. Decker, A. Erlichman, J. Phillips, M. Busek                                   | 3:01         |
| 21. | «Circles» (Круги)                            | A. Erlichman, G. Ragan                                                           | 3:33         |
| 22. | «Black Dahlia» (Buffalo Bill remix)          |                                                                                  | 3:50         |
| 23. | «Black Dahlia» (Lo Fidelity Allstars remix)  |                                                                                  | 4:32         |
| 24. | «Black Dahlia» (The Pharmacy remix)          |                                                                                  | 3:46         |

## Участники записи
Hollywood Undead
- J-Dog — вокал, клавишные, ритм-гитара, скриминг, бэк-вокал
- Charlie Scene — соло-гитара, вокал, скриминг, бэк-вокал
- Johnny 3 Tears — вокал, скриминг
- Funny Man — вокал, бэк-вокал
- Da Kurlzz — ударные, вокал, перкуссия, скриминг, бэк-вокал
- Deuce — вокал, бас-гитара, скриминг

Приглашённые музыканты
- Josh Freese — ударные
- John Tempesta — ударные
- Kenny Bickel — ударные
- B.C. Smith — программирование

## Позиции в чартах
| Чарт (2008)        | Высшая позиция |
| ------------------ | -------------- |
| MegaCharts         | 90             |
| UK Albums Chart    | 85             |
| Billboard 200      | 22             |
| Rock Albums        | 8              |
| Alternative Albums | 5              |
| Hard Rock Albums   | 3              |
| Digital Albums     | 22             |
| Tastemaker Albums  | 13             |

### Сертификации
| Страна | Провайдер | Сертификация |
| ------ | --------- | ------------ |
| США    | RIAA      | Платиновый   |

## История издания
| Страна   | Дата            | Лейбл         | Формат                | Каталог    | Ссылка |
| -------- | --------------- | ------------- | --------------------- | ---------- | ------ |
| США      | 2 сентября 2008 | A&M/Octone    | CD, цифровая загрузка | 001133102  | [ 14 ] |
| США      | 2 сентября 2008 | A&M/Octone    | CD с бонус-треками    | 001199002  | [ 15 ] |
| Япония   | 6 мая 2009      | A&M/Octone    | CD, цифровая загрузка | B001133102 | [ 16 ] |
| Евросоюз | 18 мая 2009     | Polydor Group | CD, цифровая загрузка | B002436WEE | [ 17 ] |
| Германия | 31 июля 2009    | A&M/Octone    | CD, цифровая загрузка |            |        |
| Евросоюз | 1 декабря 2009  | Polydor Group | Винил                 | B002M81UA2 | [ 18 ] |